# 莫图通阿环礁
莫圖通阿環礁（Motutunga）是南太平洋法屬波利尼西亞的環礁，屬於土阿莫土群島的一部分，位於塔哈内阿环礁以東17公里，由阿纳市镇管辖，長15公里、寬14公里，土地面積1.4平方公里，潟湖面積126平方公里，島上無人居住。

## 外部連結
- （页面存档备份，存于）
- Spanish voyages （页面存档备份，存于）
- Atoll list (in French) （页面存档备份，存于）

17°04′S 144°17′W / 17.067°S 144.283°W